# Herb gminy Jerzmanowice-Przeginia
Herb gminy Jerzmanowice-Przeginia – jeden z symboli gminy Jerzmanowice-Przeginia, ustanowiony 8 lipca 1997.

## Wygląd i symbolika
Herb przedstawia na tarczy koloru czerwonego srebrne półtora krzyża i srebrną krzywaśń, wystające ze złotego trójwzgórza. Krzyż i krzywaśń nawiązują do herbu Prus i Jerzmanowic, natomiast wzgórze symbolizuje Przeginię.